# Assedio di Milano (1733)
L'assedio di Milano è stato un fatto d'armi avvenuto nel 1733 durante la guerra di successione polacca.

## Antefatti
A fine ottobre le truppe francesi e sabaude entrarono nel Ducato di Milano, sguarnito di truppe. Il governatore era Von Daun, che dopo aver lasciato presidi in alcune città della parte occidentale del Ducato, di cui 1500 uomini di guarnigione a Milano, e aver istituito un governo provvisorio, si ritirò con il grosso delle truppe a Mantova. Le truppe alleate avevano occupato Pavia, Vigevano e dopo un assedio anche Pizzighettone.
Dopo la presa di quest'ultima città, venne convocato un consiglio di guerra, in cui si decise di lasciare sul basso corso del fiume Oglio un distaccamento di 4 battaglioni e 15 squadroni al comando di de Broglie per coprire il fianco dell'armata che dava su Mantova, già posizionato durante l'assedio alla cittadella il 23 novembre. De Broglie intanto aveva già occupato Sabbioneta e Bozzolo che erano state abbandonate dagli imperiali. Si avrebbe proceduto sul castello di Milano, bloccato già da un mese e mezzo, con un grosso corpo mentre un altro grande distaccamento si sarebbe acquartierato dietro l'Oglio, dove Coigny si era incamminato il 4 dicembre con 4 squadroni.
Le truppe indirizzate verso Milano si incamminarono l'11 dicembre, mentre il re si era recato a Scandalora e Casalmaggiore il 5 e il 6 per visitare le postazioni sull'Oglio. Dopo di che si diresse verso Lodi e poi per Milano dove l'11 dicembre fece ingresso alla testa del reggimento guardie. Il 13 arrivarono parte delle truppe con l'artiglieria d'assedio, mentre la sera del 14 vi giunse Villars dopo essere stato inutilmente a colloquio con il Montemar. Si fece un nuovo consiglio di guerra in cui Carlo Emanuele decise che l'attacco doveva avvenire dal sobborgo degli Ortolani in modo che le artiglierie non danneggiassero la città. Il marchese Visconti a difesa del castello cercò di impedire che gli alleati si impadronissero del sobborgo degli ortolani provocando in loco un feroce incendio. Il re di Sardegna aveva risposto minacciandolo con una cannonata contro un edificio cittadino. Il 14 dicembre il Marchese de l'Isle Marshal fece irruzione nel sobborgo con 9 battaglioni.

## Assedio
Il 15 giorno dopo il re intimò la resa, ma il Visconti dichiarò di voler resistere fino allo stremo. Nella sera seguente venne installata una batteria davanti agli Ortolani e vennero aperte trincee dove furono schierati 30 battaglioni e 16 squadroni al comando del marchese d'Asfeld.
Il marchese de Louvigny fece intanto avanzare il fronte d'attacco contro i bastioni Velasco, Acuña e il rivellino Sant Ambrogio con il lavoro di 2000 operai, protetti dal reggimento piemontese delle guardie, quello francese Tessé e alcune compagnie di granatieri. Il lavoro procedette spedito grazie della fitta nebbia, con la perdita di soli di 6 feriti. Fu fatto così il secondo parallelo a 200 metri dalla strada coperta.
Il 17 dicembre vennero installate batterie nel secondo parallelo con il lavoro di 200 operai, il fuoco vivace degli assediati provocò la perdita di circa 180 uomini degli alleati. Tuttavia i lavori continuarono e il 18 cominciò il fuoco di 3 cannoni lì installati. Durante la sera gli austriaci fecero una sortita dalla parte del mercato vecchio, distruggendo una batteria di sinistra e catturando molta attrezzatura da trincea. Gli alleati tra il 18 e il 19 dopo tre tentativi riuscirono ad avanzarono sino ai piedi degli spalti aprendo il terzo parallelo di trincea, perdendo solo 10 uomini.
Dal 28 il fuoco di 100 cannoni e 40 bombarde bersagliarono il castello, visto il profilarsi di varie brecce e il piccolo numero degli assediati, impossibile per sostenere un attacco degli alleati, gli imperiali decisero di arrendersi. Il marchese Visconti dopo aver ascoltato il volere di un consiglio di guerra fece sventolare la bandiera bianca il giorno dopo. Li venne concesso l'onore delle armi e il permesso di recarsi a Mantova. Il 2 gennaio il presidio rimasto di 1389 uomini si avviò per Mantova con 6 cannoni, 2 mortai e 3 carri coperti. Tuttavia 22 uomini malati rimasero a Milano, mentre nel tragitto 10 uomini morirono e 475 disertarono, così a Mantova il 10 febbraio entrarono solo 882 uomini.